# 中国民主同盟河北省委员会
中国民主同盟河北省委员会，简称民盟河北省委，是中国民主同盟在河北省的地方组织。

## 历届委员会

### 第十一届
- 任期：2017年6月－
- 主任委员：边发吉
- 副主任委员：杨玉成、鲁平、张纬东、张福成、刘长锁、郭斌、李宏、张朝军
- 秘书长：张朝军